# Palmer (Aljaška)
Palmer je město ve Spojených státech amerických. Nachází se ve státě Aljaška. Ve městě žije přibližně 5 900 obyvatel a jeho rozloha činí 13,3 km². Leží 68 kilometrů severovýchodně od Anchorage v Matanuska-Susitna Valley. Z Anchorage je možné do města přicestovat po dálnici Glenn Highway. Na sever od města se rozprostírá pohoří Talkeetna a na jihu a východě od města pohoří Chugach Mountains.
Město bylo založeno 30. dubna 1951. Ve městě sídlí National Tsunami Warning Center a pravidelně se zde koná Alaska State Fair. Dále se ve městě nachází letiště Palmer Municipal Airport a vlaková stanice Palmer Depot. Město bylo pojmenováno po obchodníkovi Georgeovi Palmerovi. Leží v oblasti se subpolárním podnebím.

## Partnerská města
- Saroma (Japonsko), Japonsko